# Mașloc

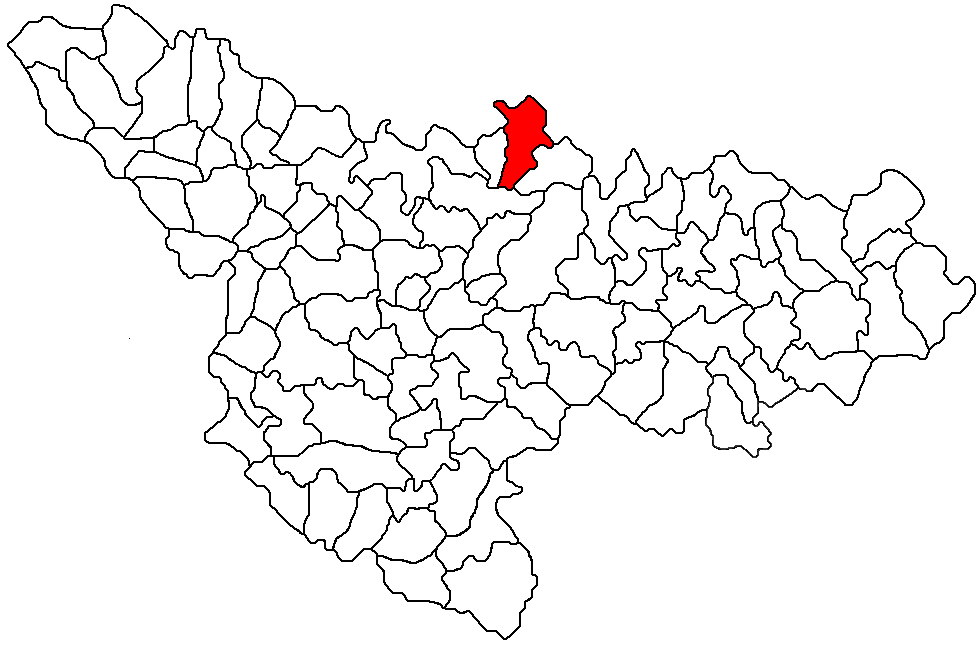
Lage der Gemeinde Mașloc im Kreis Timiș

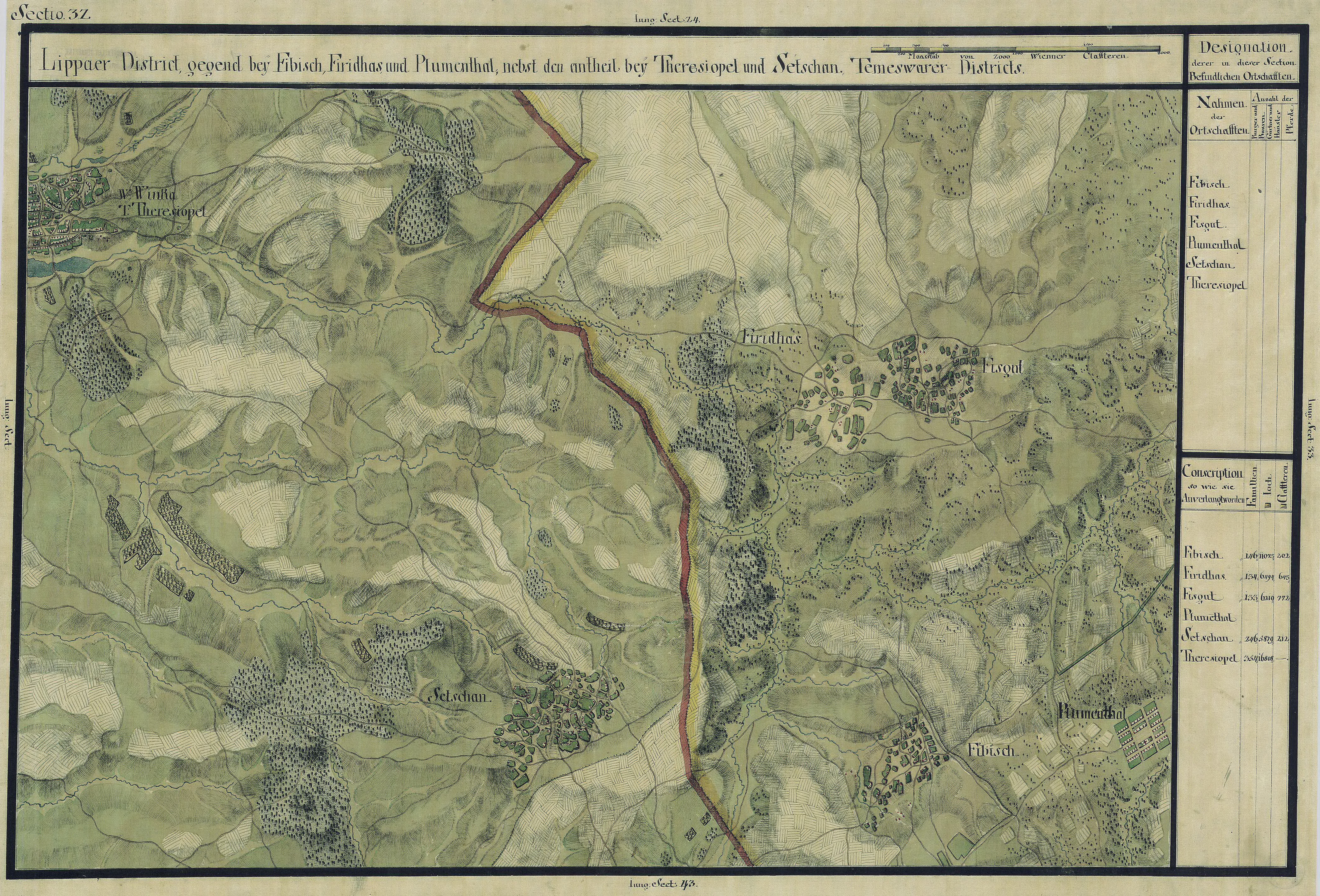
Blumenthal auf der Josephinischen Landaufnahme (1769–1772)

Mașloc (deutsch Blumenthal, ungarisch Máslak) ist eine Gemeinde im Kreis Timiș, in der Region Banat, im Südwesten Rumäniens. Es liegt auf halber Strecke an der Landstraße  Timișoara–Lipova.

## Nachbarorte
| Tisa Nouă | Frumușeni                                   | Alioș          |
| Seceani   | Kompassrose, die auf Nachbargemeinden zeigt | Charlottenburg |
| Fibiș     | Ianova                                      | Remetea Mică   |

## Geschichte und Etymologie
Die erste urkundliche Erwähnung war 1326 unter der Bezeichnung Machiaka. Zur Zeit der Übernahme des Banats durch die Türken (1552) flüchteten die Bewohner des Ortes. In den Jahren 1770–1771 erfolgte eine Zuwanderung von deutschen Siedlern. Sie gaben der neu gegründeten Ortschaft den Namen Blumenthal. Die Bezeichnung Blumenthal war auch im ersten Gemeindestempel zu finden. Um die Jahre 1834–1834 fand man im geänderten Gemeindestempel, die Benennung Virag Völgye (Virag = Blume, Völgye = Tal), die direkte Übersetzung aus dem Deutschen Blumenthal. In den Jahren 1874–1875 stand, in dem nun schon wieder geänderten Stempel, oben Blumenthal und darunter Máslak. Der heutige Name ist Mașloc. 1770–1771 entstanden auf dem neu erschlossenen Gebiet für die Dorfanlage Blumenthal 95 Häuser.

## Schule
1771 wurde die erste Schule erbaut. Die Unterrichtssprache in dieser Volksschule war von Anfang an deutsch. In den Unterrichtsräumen  waren sechs und später sieben Klassen untergebracht. 1890 fiel das Schulgebäude einem Brand zum Opfer. Ein Jahr später wurde ein neues, größeres Schulgebäude erbaut. Nachdem die Wiener Hofverwaltung das Banat den Ungarn überlassen hatte, versuchten diese immer wieder die Unterrichtssprache auf Ungarisch  umzustellen. Das gelang in Blumenthal erst im Jahr 1907. Nach dem Ende des Ersten Weltkriegs wurde Blumenthal infolge des Vertrags von Trianon Rumänien zugeteilt und die deutschen Schulen wurden wieder zugelassen. Die Umstellung auf die deutsche Sprache fand bereits im Schuljahr 1918–1919 statt.
Infolge des Waffen-SS Abkommens vom 12. Mai 1943 zwischen der Antonescu-Regierung und Hitler-Deutschland wurden alle deutschstämmigen wehrpflichtigen Männer in die deutsche Armee eingezogen. 
Noch vor Kriegsende, im Januar 1945, fand die Deportation aller volksdeutschen Frauen zwischen 18 und 30 Jahren und Männer im Alter von 16 bis 45 Jahren zur Aufbauarbeit in die Sowjetunion verschleppt statt.
Nachdem Rumänien, im Zweiten Weltkrieg, schon am 23. August 1944 den Übergang von den Westmächten zu den Alliierten vollzogen hatte, verlor die deutsche Bevölkerung alle Rechte. Demzufolge war die Unterrichtssprache in den Schuljahren 1944/1945 und 1945/1946 rumänisch. Das Bodenreformgesetz vom 23. März 1945, das die Enteignung der deutschen Bauern in Rumänien vorsah, entzog der ländlichen Bevölkerung die Lebensgrundlage. In den Schuljahren 1946/1947 und 1947/1948 gab es wieder eine deutsche konfessionelle Schule. Nach dem neuen Schulgesetz wurden 1948 alle konfessionellen Schulen verboten und es entstand eine staatliche Schule mit deutscher Unterrichtssprache. Durch das Nationalisierungsgesetz vom 11. Juni 1948, das die Verstaatlichung aller Industrie- und Handelsbetriebe, Banken und Versicherungen vorsah, fand die Enteignung aller Wirtschaftsbetriebe unabhängig von der ethnischen Zugehörigkeit statt.

## Wirtschaft
1936 wurde im Genossenschaftshof eine Milchhalle eröffnet, nachdem in Temeswar 1928 der Verband Deutscher Genossenschaften und 1934 die Warenzentrale Banater Agraria gegründet wurden. Die Milchhalle-Vereinigung hatte 250 Mitglieder. Abnehmer waren Schweinezüchter und die Temeswarer Butterfabrik. Nach der allgemeinen Verstaatlichung aller Wirtschaftsgüter wurde 1949 die landwirtschaftliche Staatswirtschaft (GOSTAT=Gospădaria agricolă de stat) und 1950 die Landwirtschaftliche Produktions-Genossenschaft (CAP= Cooperativa agricolă de producţie) gegründet, umgangssprachlich „Kollektiv“ genannt.
Nach dem Zweiten Weltkrieg ging der Anteil der deutschen Bevölkerung in Mașloc durch Flucht und Aussiedlung stark zurück. Heute ist die Gemeinde fast ausschließlich von Rumänen bewohnt. 2002 waren von den 3977 Einwohnern 3387 Rumänen, 155 Ungarn, 31 Deutsche, 100 Roma und 304 andere.
Als Besonderheit existiert in Mașloc eine homöopathische Klinik für Krebspatienten und andere chronische Erkrankungen. Neben der Klinik ist die Kirche das zweitgrößte Gebäude in Mașloc. Die Einwohnerzahl beträgt etwa 2200 Personen (2007).

## Persönlichkeiten
- Peter Barth (1898–1984), rumänischer deutschsprachiger Dichter und Apotheker